# Eulophia penduliflora
Eulophia penduliflora är en orkidéart som beskrevs av Friedrich Fritz Wilhelm Ludwig Kraenzlin. Eulophia penduliflora ingår i släktet Eulophia och familjen orkidéer. Inga underarter finns listade i Catalogue of Life.